# アントン・ビンクラー
アントン・ビンクラー（Anton Winkler、1954年2月23日 - ）は西ドイツのリュージュ選手である。1970年代終わりから1980年代初めにかけて活躍し、1980年のレークプラシッドオリンピック一人乗りで銅メダルを獲得した。
また、リュージュ世界選手権男子一人乗りでは1978年に2位、1977年と1979年に3位となり、また混合団体では79年に3位となっている。
ヨーロッパリュージュ選手権では1977年に優勝、またリュージュ・ワールドカップでは1977-78シーズンに総合優勝を達成した。